# お釜さま
お釜さま（おかまさま）は、古典落語の演目の一つ。『藪入り』はこれを改作したもの。典型的な艶笑噺であり、現在は演じ手は極少とみられる。音源としては、2代目三遊亭円歌がこれに似た小噺をしたものが残っている。
明治時代、初代柳家小せんが不潔な部分を取り除いて『鼠の懸賞』に直す。その後、3代目三遊亭金馬がさらに手を加えて『藪入り』とする。

## 成立
天保15年、江戸の小伝馬町にあった呉服屋「島屋」で、番頭が小僧（丁稚の意）に性的虐待した末に気絶させてしまった。この事件が表沙汰になったことにより、この落語が製作されたという。ただし、このような事件は当時珍しくなかった。

## 梗概
ある店の番頭が、同じ奉公人仲間の小僧をもてあそんでいたが、その代償として金を与えていた。
さて、住み込みの奉公人でも１日だけ親元に帰ることができる藪入りの日。例のあわれな小僧も、両親が待ちわびる実家へ帰っていった。門口で立派に挨拶する小僧。両親はわが子の成長ぶりに感心し、とりあえず汗を流してやろうと、子供を湯屋へやる。ところが、残された子供の紙入れ（財布）の中を見た母は、中に大金が入っていることに驚く。奉公先での小遣いとは考えられず、魔がさしたのでは、と気をもみ出す。わが子を信じろと妻を叱り付ける父親も、結局は帰ってきた子供を殴りつけてしまう。「盗んだんじゃねえ」という息子は、番頭との関係を説明する。
オチは父親「お釜（上）さまのおかげだ」